# Anoplodactylus stocki
Anoplodactylus stocki är en havsspindelart som beskrevs av Bacescu, M. 1958. Anoplodactylus stocki ingår i släktet Anoplodactylus och familjen Phoxichilidiidae.
Artens utbredningsområde är Svarta Havet. Inga underarter finns listade i Catalogue of Life.